# Homoktövis (növénynemzetség)
A homoktövis  (Hippophae) az ezüstfafélék (Elaeagnaceae) családjába tartozó, kevés fajt számláló nemzetség.

## Származása, elterjedése
Fő elterjedési területe Ázsia. A Kárpát-medencében egyetlen faja, a Hippophae rhamnoides őshonos, pontosabban annak egyik alfaja, a subsp. carpatica Rousi.
Az északi féltekén a mérsékelt és szubtrópusi övben él. Fénykedvelő, fagy- és szárazságtűrő. Homoktalajon, folyó- és patakhordalékon, tengerparti dűnéken nő. Hazánkban is honos. Régebben több helyen is előfordult, főleg a Szigetközben voltak nagyobb állományai. Napjainkban egyedül Újpesten élnek természetes populációi. 1974 óta védett az újpesti állomány.
A tőfaj Európa- és Ázsia-szerte a tengerpartokon, homokdűnéken, sziklákon, az időszakos folyómedrekben és folyóvölgyekben, hegyvidékeken található. Az alfaj a Szigetközben, a Szentendrei-szigeten, Békás- és Káposztásmegyeren, valamint Örkény közelében fordul elő, de igen gyakran ültetik talajmegkötésre és díszcserjének is. A talaj iránt nem igényes, a rossz, száraz sós talajokon, márgán, agyagos kőmálladékon is megél. A telet jól viseli, a fagyok nem károsítják.

## Megjelenése, felépítése
Sarjtelepes, sűrű bozótot alkotó, ágas-bogas, 3-5 m magasra növő tövises cserje, vagy esetenként 11 m-re is megnövő kis fa.[forrás?]
Levelei 4–6 cm hosszúak, ezüstösen vagy rozsdabarnán pikkelyesek, később csaknem teljesen pikkely nélkülivé válnak. A levélnyél 1–3 mm hosszú, vagy a levelek ülők. A hajtások ugyancsak ezüstösek, gyakran tövisben végződnek. A virágok aprók, zöldesek, vörösbarnán pikkelyesek, egyivarúak. A termős virágok fürtökben állnak, míg a külön bokrokon fejlődő porzós virágok rövid füzérekben. A termések vöröslő narancssárgák, 6–8 mm hosszúak, savanykásak. Rokonával, a keskenylevelű ezüstfával (Elaeagnus angustifolia) könnyen összetéveszthető, de az egylaki, termései nagyobbak, halványsárga színűek és szürkén molyhosak, levele szélesebb, levélnyele is hosszabb, 4–6 mm-es.
Kétlaki, szél porozta növény, termése narancssárga bogyó. A termés alakja tojás formájú, 7–9 mm átmérőjű, egymagvú. A gyümölcs leveses, vékony héjú. A héj színe a sárgától a narancsvörösig terjed. Termése augusztus elejétől szeptember végéig érik be, ilyenkor még kesernyés, savanykás, de ha megcsípte a dér, édessé és fogyaszthatóvá válik. Gyümölcsét elsősorban feldolgozva, és nem nyersen fogyasztják.

## Felhasználása
A homoktövis védi és erősíti az immunrendszert, növeli szervezetünk védekezőképességének hatékonyságát, késlelteti az öregedési folyamatokat. Általános legyengülés, illetve különösen fertőző betegségek és műtétek után jó immunrendszer-erősítő - javítja az általános egészségi állapotot. A homoktövis nagy C-vitamin-tartalma miatt ideális megfázások kezelésénél.[forrás?]

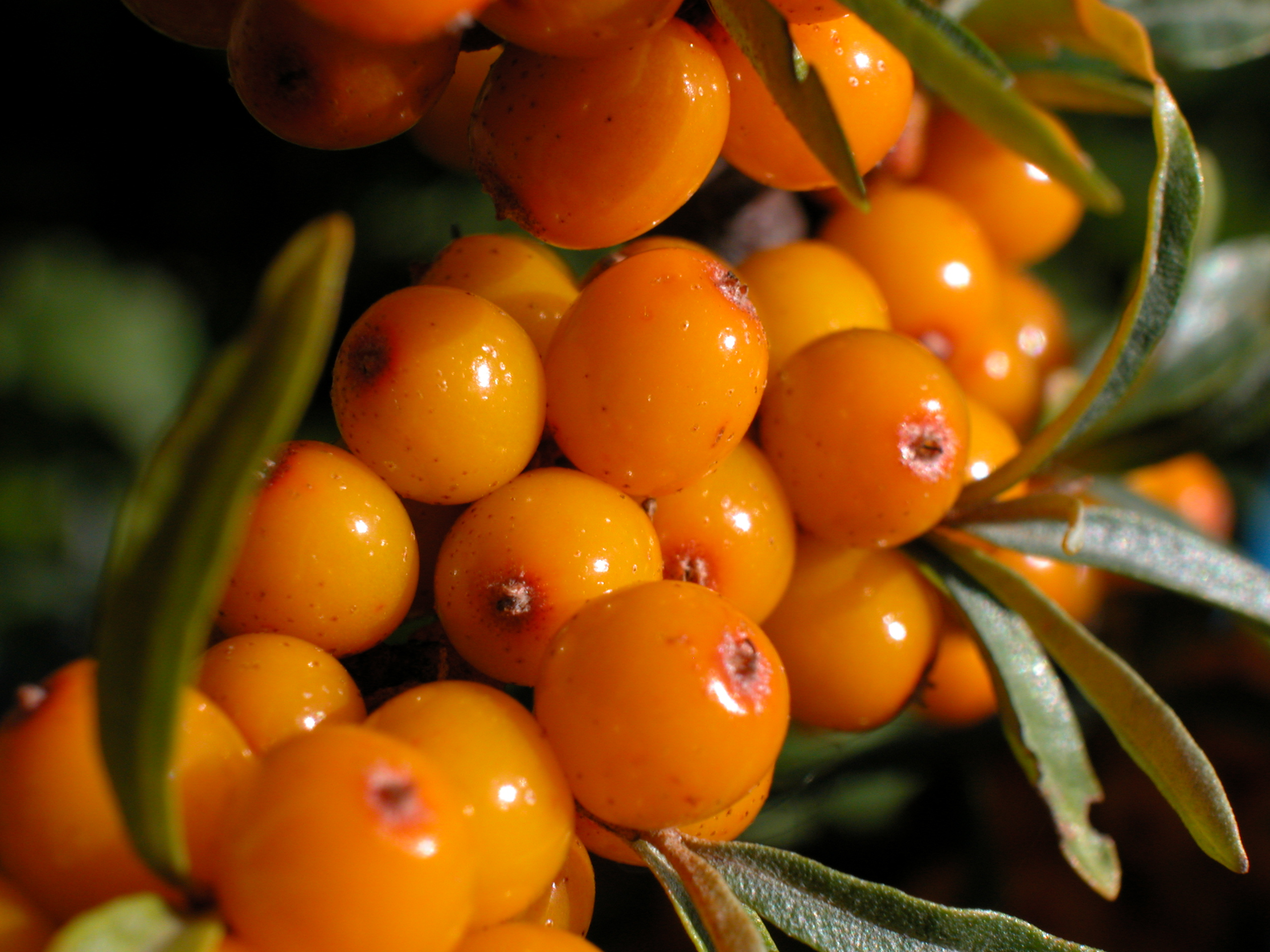

Zsíroldó hatású, fokozza az anyagcserét, így segít az optimális testsúly megtartásában. Kedvezően hat a gyomor- és nyombélfekélyre, védi a májat.[forrás?]
Speciális zsírsavösszetétele révén csökkenti a vér koleszterinszintjét, s így lassítja az érelmeszesedési folyamatok kialakulását.[forrás?]
Erősíti a kötőszövetet, ezáltal csökkenti a narancsbőr kialakulását. Hámosító és gyulladáscsökkentő hatása miatt segíti a sebgyógyulást, a bőrbetegségek gyógyulását. Gátolja a hajhullást és lassítja a ráncok kialakulását. E-vitamin- és esszenciális zsírsavtartalmának köszönhetően jótékony hatással van a száraz, berepedezett bőrre, továbbá véd a káros UV-sugárzástól.[forrás?]
Feldolgozva dzsem, bor, ivólé, likőr, zselé, sőt olajtermék is készül belőle.
Kiemelkedő a C-vitamin tartalma, amely a citrom C-vitamin tartalmának a tízszerese.
Gyümölcslé, dzsem készíthető belőle általában más gyümölcsökből készült termékekkel vegyesen, ugyanis a homoktövis gyümölcse savas, hasonlóan a citromhoz. Gyümölcsét gyógyszeralapanyagként is hasznosítják: nehezen gyógyuló sebek, fekélyek gyógyítására.
Parkokban, kertekben is termesztik, erre a célra Tibetből, illetve Oroszországból származó cserjetermetű növényt használnak.

## Összetétele

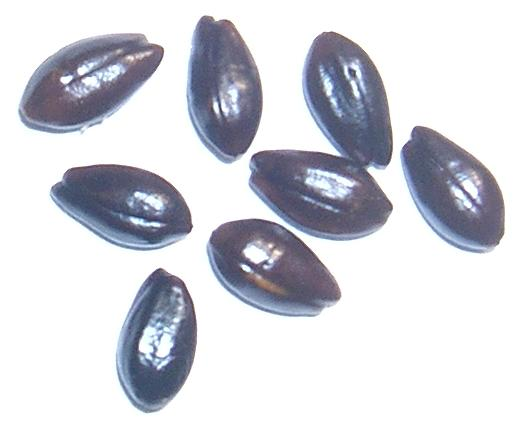
Homoktövis magja

A homoktövis olaj
Omega-3 (alfa-linolénsav), Omega-6 (linolsav), Omega-7 (palmitolajsav), Omega-9 (olajsav), b-sitosterin (hatékony koleszterincsökkentő), cis-vaccénolaj-sav, fitoncid és nyomelem tartalma nagyon magas. A homoktövisnek magas a flavonoid tartalma, melyeknek a legújabb kutatások szerint kiemelkedőek az élettani hatásai.
Homoktövislé
A homoktövis vízben oldódó sárga flavonoidokat tartalmaz. Mivel a flavonoidok rendkívül hatékony antioxidánsok, napjainkban az egyik legfontosabb egészségmegőrzőkké léptek elő.
A hazánkban honos gyümölcstermő bokrok közül a homoktövis termésében található a legtöbb C-vitamin (800-5000mg/100g). Emellett nagy mennyiségben tartalmaz A-, B1-, B2-, B6-, B8-, B9-, E-, K-, P-, PP-vitamint. E-vitamin tartalma (202,9 mg/100g) magasabb, mint a szójababé, a búzáé és a kukoricáé.

## Képek
Mosonmagyaróváron, a timföldgyár rekultivált vörösiszaptározóján a talaj megkötésére ültetett homoktövis (Hippophae rhamnoides ssp. carpatica)

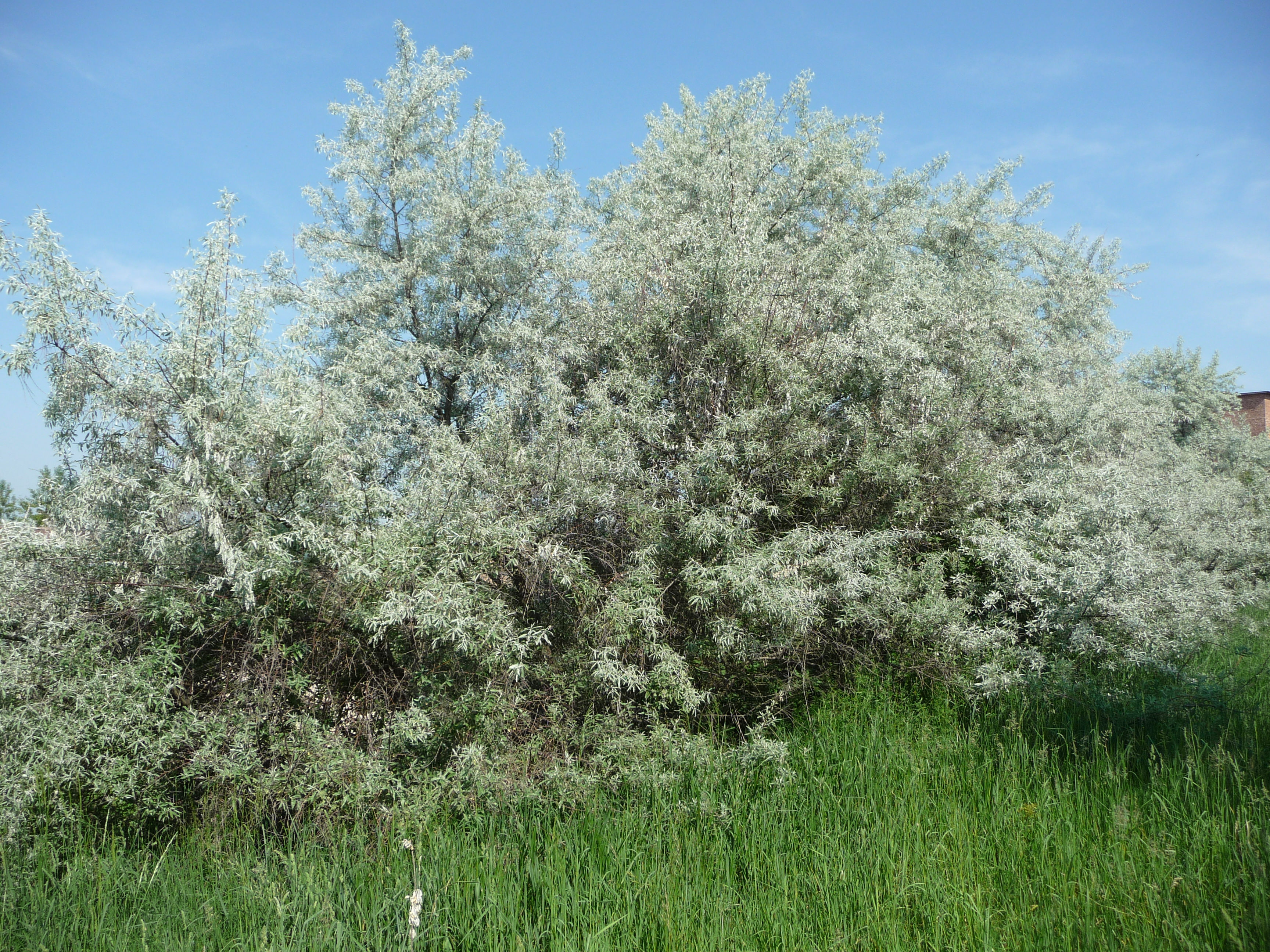
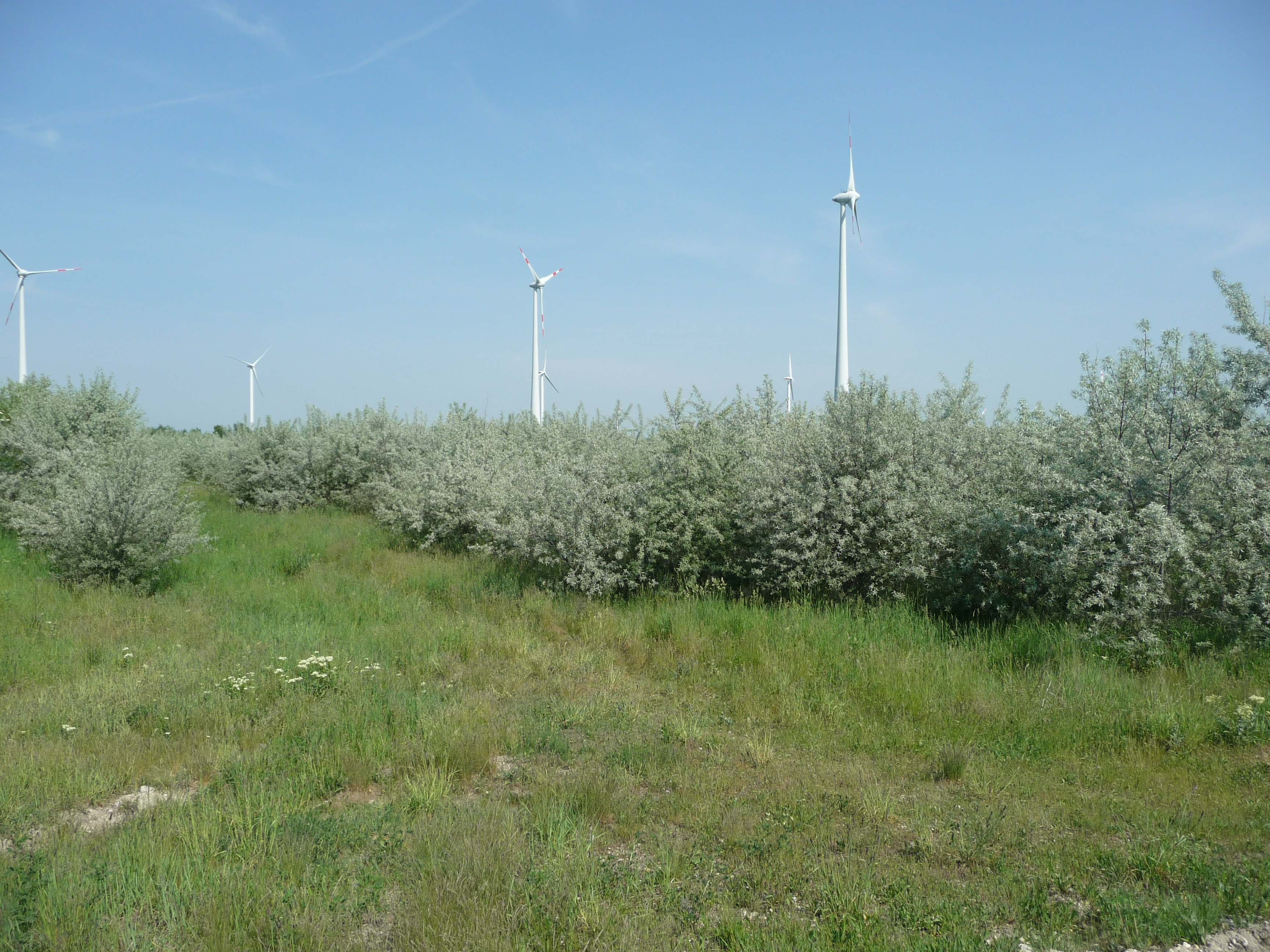
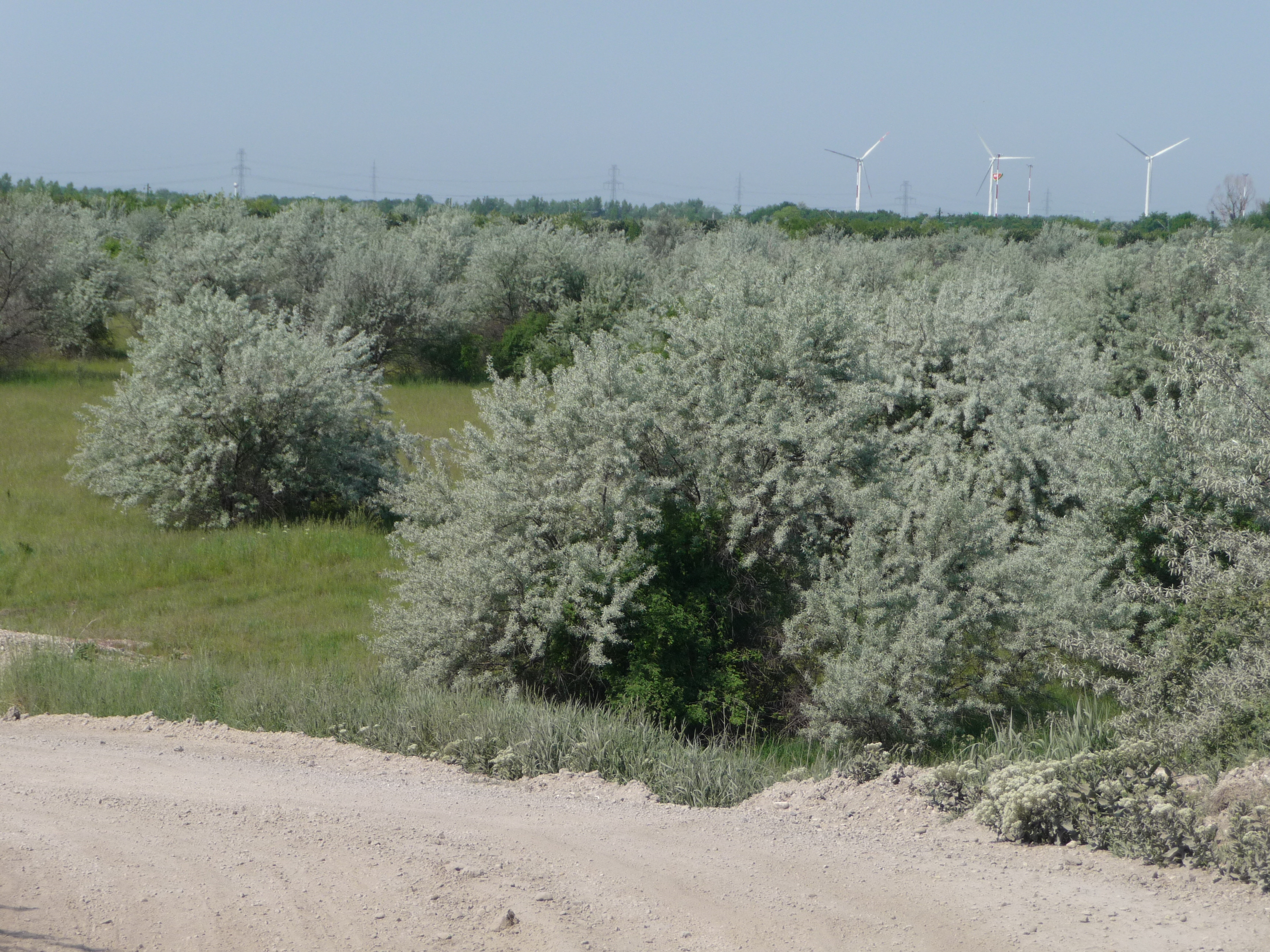